# Lei dos Suspeitos
A Lei dos Suspeitos (em francês:  Loi des suspects) foi um decreto aprovado pela Convenção Nacional Francesa em 17 de setembro de 1793, durante a Revolução Francesa. Alguns historiadores consideram este decreto o início do Reino do Terror; eles argumentam que o decreto marcou um enfraquecimento significativo das liberdades individuais que levou à "paranoia revolucionária" que varreu a nação.
A lei ordenava a prisão de todos os inimigos declarados e suspeitos de serem inimigos da Revolução, e visava especificamente a ex-nobres insubmissos, emigrados, funcionários destituídos ou suspensos do cargo, oficiais suspeitos de traição e acumuladores de bens.
No ano seguinte, o decreto foi ampliado e ficou mais rígido. A implementação da lei e as prisões foram confiadas a comitês de supervisão, e não às autoridades legais. O decreto também introduziu a máxima de que os súditos deveriam provar sua inocência, que foi posteriormente estendida pela Lei de 22 Prairial (10 de junho de 1794).
O decreto, com seu efeito de "Terror", durou até 28 de julho de 1794, quando o decreto caiu em desuso após a queda de Maximilien Robespierre, o principal arquiteto do Terror.

## História
A Lei dos Suspeitos, na verdade um decreto e não uma lei, foi baseada em uma proposta de Philippe-Antoine Merlin de Douai e Jean Jacques Régis de Cambacérès, aprovada pela Convenção Nacional da Primeira República Francesa. Suplementou uma lei anterior de 10 de março de 1793, que criou os tribunais revolucionários, mas continha uma definição muito mais restrita de suspeitos.
Antes de sua promulgação, padres católicos obstinados e antirrepublicanos, chamados de 'clero refratário' (em francês:  clergé réfractaire), eram acusados de serem monarquistas pelo decreto de 17 de novembro de 1791. A partir de 10 de agosto de 1792, quando o reinado constitucional de Luís XVI foi suspenso pela Assembleia Legislativa, esses padres, bem como os emigrados e seus pais, foram expulsos, deportados, encarcerados e às vezes assassinados por sans-culottes revolucionários radicais.
O termo suspeito era comum em 1793, mas não havia sido definido por consenso. Seções radicais de Paris exigiram que esses suspeitos fossem presos, mas a Convenção Nacional não agiu de forma decisiva. Em 23 de março, ordenou o desarmamento dos suspeitos e, em 2 de junho, decretou a prisão dos "notoriamente suspeitos de aristocracia e má cidadania".
A Lei dos Suspeitos foi finalmente debatida após a invasão da Convenção Nacional pelas seções de Paris em 5 de setembro. Seu objetivo era definir amplamente quem seria preso e examinado perante os tribunais revolucionários. Também forçou a legislatura a adotar a Lei do Maximum Général.
O Comitê de Segurança Pública recebeu amplos poderes para prender e punir. Por sua vez, as Comissões de Fiscalização, constituídas por lei de 21 de março de 1793, eram responsáveis pela elaboração de listas de suspeitos e pela emissão de mandados de prisão. Os cidadãos eram obrigados a portar certificados de civismo, atestando a boa cidadania do portador.
A famosa definição de suspeitos como: "Aqueles que não fizeram nada contra a liberdade, também não fizeram nada por ela", fazia parte de uma disposição escrita pela Comuna regional de Paris em 11 de outubro de 1793. Muitas vezes é erroneamente atribuída ao texto da lei dos próprios Suspeitos.

## Texto do decreto

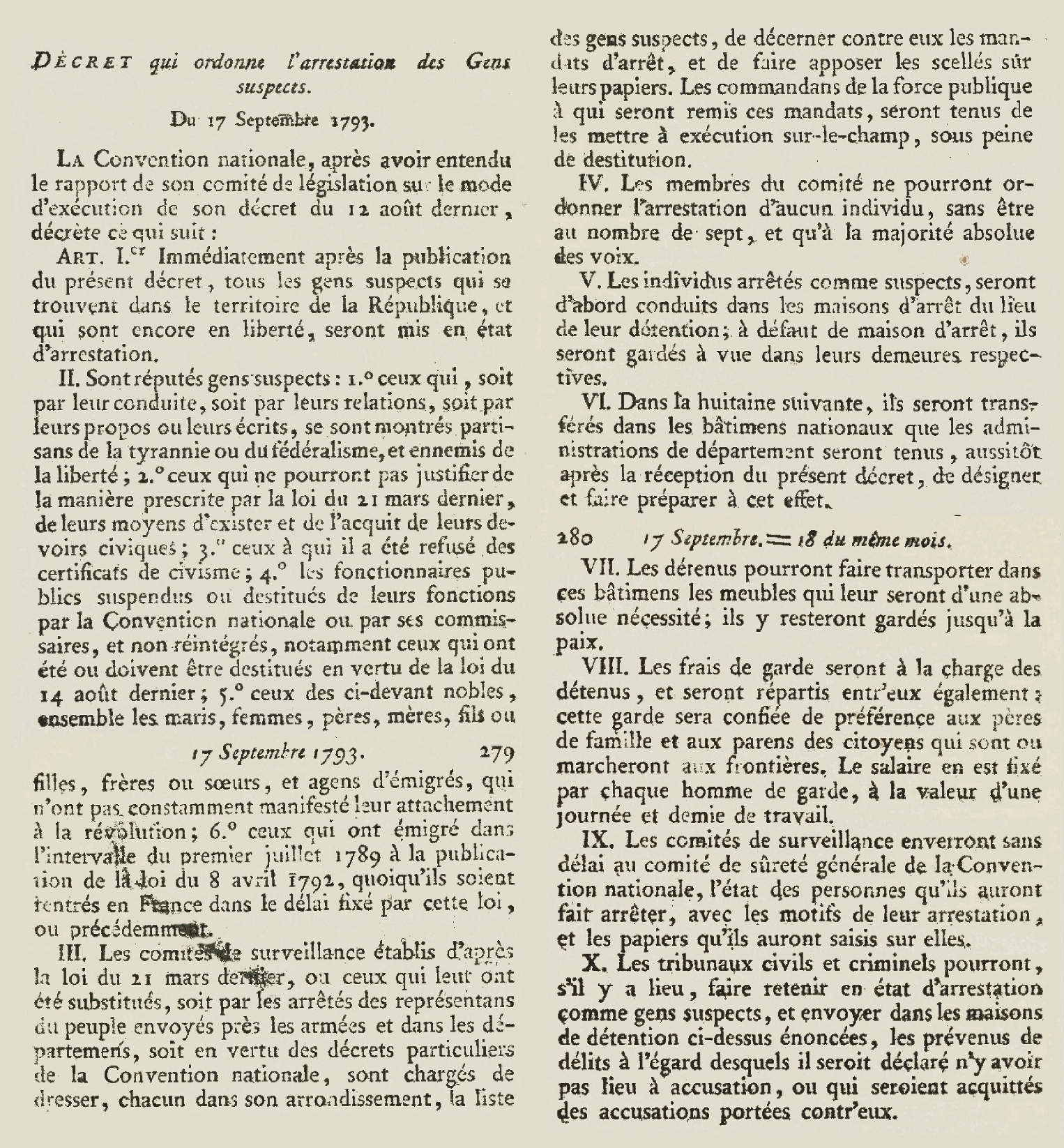
Texto do decreto, emitido pela Convenção Nacional Francesa, ordenando "a prisão de pessoas suspeitas", de 17 de setembro de 1793.

Decreto que ordena a prisão de Suspeitos.
De 17 de setembro de 1793.
A Convenção Nacional, ouvido o relatório da sua comissão legislativa sobre o método de aplicação do seu decreto de 12 de agosto passado, decreta o seguinte:
Arte. I. Imediatamente após a publicação do presente decreto, serão presos todos os suspeitos que se encontrem no território da República e ainda se encontrem em liberdade.
II. São considerados suspeitos:
1º Aqueles que, quer pela sua conduta, quer pelas suas relações, quer pelas suas palavras ou escritos, se revelaram partidários da tirania ou do federalismo e inimigos da liberdade;
2º Os que não puderem justificar, nos termos do decreto de 21 de março passado, os seus meios de subsistência e a absolvição dos seus deveres cívicos;
3º Aqueles a quem foram negados os certificados de boa cidadania;
4º Os funcionários públicos que tenham sido suspensos ou exonerados das suas funções pela Convenção Nacional ou seus comissários e não tenham sido reintegrados, nomeadamente os que foram ou deviam ser exonerados nos termos da lei do último dia 14 de agosto;
5º Os ex-nobres, com seus maridos, esposas, pais, mães, filhos ou filhas, irmãos ou irmãs, e agentes de emigrados, que não tenham demonstrado consistentemente seu compromisso com a Revolução;
6º Os que emigraram no intervalo entre 1 de julho de 1789 e a publicação da lei de 8 de abril de 1792, ainda que tenham regressado à França no prazo previsto por essa lei ou antes.
III. (etc.)

## Número estimado de vítimas
- Donald Greer: 500 000 suspeitos acusados de Terror, com base em pesquisas em registros históricos. 35 000 a 40 000 vítimas, incluindo 16 594 executadas na sequência de processos judiciais, e as outras execuções correspondentes às áreas de guerra civil.[13]

- Albert Mathiez: 300 000 vítimas. Em Paris, originalmente 6 000, e mais de 8 000 na véspera da Reação Termidoriana.
- Louis Jacob: 70 000 suspeitos.[14]

- Jean Tulard: 500 000 presos e 300 000 pessoas em prisão domiciliar.[15]
- A Encyclopædia Britannica estima o número de detidos pela lei em "mais de 200 000", observando que a maioria nunca foi julgada, embora tenha adoecido em prisões infestadas de doenças, onde 10 000 morreram, e comissões militares e tribunais revolucionários deram sentenças de morte a outros 17 000.[16]
- Jean-Louis Matharan: Considera que "qualquer número geral de suspeitos detidos permanece no estado é pura conjectura", especialmente porque, de agosto de 1792 ao Termidor, Ano II, "a libertação de suspeitos presos foi ininterrupta", embora provavelmente tenha havido menos prisões, e que tem havido reclamações sobre a rápida libertação dos presos e penas mais curtas de prisão.[17]

## Fim da lei
A Lei dos Suspeitos caiu em desuso em julho de 1794, o que significou o fim do "Terror". A direção foi substituída por comitês de vigilância revolucionários (Comité de Vigilância Révolutionnaire) responsáveis pelo exercício prático da repressão, com supervisão por comitês distritais. A lei foi oficialmente abolida em outubro de 1795, imediatamente antes da instalação do Directoire em 1 de novembro de 1795.